# Boerboel
A boerboel dél-afrikai eredetű házőrző és munkakutya-fajta.

## Testfelépítése
A boerboel zömök, izmos nagy testű kutya. Háta vízszintes és erős. Azokban az országokban, ahol ez megengedett, a farkát rendszerint rövidre kurtítják. A mellkasa széles, a lábai erősek és egyenesek, szépen formált mancsokkal. A vastag, erős nyak megfelelően hosszú. Az erős és nagy fej a fülek között kimondottan széles. Az orrnyereg egyenes. Az ajkak húsosak, de nem lóghatnak túlságosan. A fülei közepes nagyságúak és lelógóak. A szőrzet rövid és puha tapintású. A boerboel szőrzetének színe a halványsárgától a sötétvörösig változhat, csíkokkal vagy azok nélkül és fekete maszkkal. A fehérrel rajzolt egyedek preferáltak. Szemeinek színe a világosbarnától a sötétbarnáig változhat. Az arcorri rész mindig fekete.

## Jelleme
A boerboel kiegyensúlyozott, magabiztos és általában nyugodt kutya. Nagyon hűséges, erősen kötődik a családja tagjaihoz, szükség esetén akár élete árán is megvédi őket. Rendkívül bátor és józan, nem kíméli önmagát. A családjával szemben engedelmes és készséges, ugyanakkor önállóan is tud kezdeményezni. Erősen territoriális természetű, éber és figyelmes, nagyszerű házőrző, a lakásba behatolni próbáló betolakodóknak semmi esélye sincs. A boerboel visszafogott módon őrzi a rá bízott javakat, s általában csak akkor ugat, ha valami baj van. Ha kifutóban tartják, azzal megfosztják az emberi társaságtól, amire pedig nagy szüksége van. Odaadó természetét is figyelembe véve egyértelmű, hogy jobb, ha ez a kutya a család tagjaként élhet. Ez a jellemének fejlődése érdekében is hasznos. Ez az eb minden olyan emberrel és állattal rendkívül jól kijön, aki, illetve amely a család tagjának számít. A gyerekekre különösen nagy figyelmet fordít, a szó pozitív értelmében. Az idegenekkel szemben éber, de ha a gazdája nyilvánvalóvá teszi számára, hogy szívesen látott vendégekről van szó, akkor a kutya is elfogadja őket. Általában jól megfér a családhoz tartozó más kutyákkal, de az idegen ebekkel szemben domináns módon viselkedik (például az utcán).

## Méretei
Marmagasság: kan: legalább 66 cm, szuka legalább 61 cm
Testtömeg: mindig álljon arányban a marmagassággal

## Megjegyzés
A boerboel értelmes kutya, amely szeret gazdája kedvében járni-ennek megfelelően könnyen nevelhető. Szinte bármit meg lehet tanítani neki. Az is biztos azonban, hogy ez a fajta nem felel meg bárkinek: olyan gazdára van szüksége, akinek természetes tekintélye van a kutyák előtt, és aki igen következetes és harmonikus módon tudja végigvinni a nevelését.Határozatlan, tapasztalatlan és engedékeny személyeknek nem ajánlható. Dél-Afrika és Namíbia vidéki területein az emberek valósággal imádják a boerboelt, ami nem véletlen: ez a kutya már számtalanszor bebizonyította, milyen nagyszerűen tudja őrizni és védelmezni a hatalmas gazdaságokat és az ott élő családokat. Más országokban ritka, ott elsősorban éber társként tartják a fajta rajongói. Tulajdonságai és eredete alapján ez a kutya főként azoknak ajánlható, akiknek nagy tér áll rendelkezésükre, no meg egy jókora, erősen körülkerített kert. A nyüzsgő belváros nem ideális környezet az átlagos boerboel számára.

## Külső hivatkozások
- Boerboel fajtaismertető a Kutya-Tárban